# God of War II
God of War II est un jeu vidéo d'action-aventure et hack n' slash développé par Santa Monica Studio et publié par Sony Computer Entertainment (SCE). D'abord sorti le 13 mars 2007 sur PlayStation 2 aux États-Unis, le jeu arrive en Europe le 27 avril. Deuxième opus de la série, il est le sixième jeu par ordre chronologique et la suite de God of War (2005). Largement inspiré de la mythologie grecque, le récit se passe en Grèce antique avec la vengeance comme thème central. Le joueur est de nouveau aux commandes de Kratos, le nouveau dieu de la Guerre après avoir battu Arès dans l'opus précédent. Cette fois, Kratos est trahi par Zeus, le roi des dieux Olympiens, qui lui retire ses pouvoirs divins et le tue. Emmené aux Enfers, il rencontre Gaïa qui lui donne pour mission de trouver les Sœurs du Destin afin de remonter le temps et se venger de Zeus.
Le gameplay est similaire à celui de l'opus précédent. Il se concentre sur des combats à base de combo, grâce à l'arme principale de Kratos, les Lames d'Athéna, et des armes secondaires qui s'acquièrent au cours du récit. Les quick time events (QTE) sont de nouveau inclus dans les combats, demandant au joueur de compléter des séquences précises avec la manette en un temps donné pour vaincre certains ennemis et les boss. Le joueur peut également utiliser jusqu'à quatre attaques magiques ainsi qu'une capacité qui booste la puissance, tout comme dans le premier opus. Les éléments de puzzles et de plates-formes font également leur retour mais contrairement à son prédécesseur, God of War II présente des puzzles améliorés. Il inclut aussi quatre fois plus de boss.
God of War II a reçu des critiques positives et est considéré comme l'un des meilleurs jeux de tous les temps, gagnant le prix du "Jeu PlayStation de l'Année" de 2007 lors des Golden Joystick Awards. En 2009, IGN l'a classé comme le deuxième meilleur jeu de l'histoire de la PlayStation 2. Le jeu s'est vendu à plus de 4,24 millions d'exemplaires en juin 2012, en faisant le seizième jeu le plus vendu de l'histoire de la PlayStation 2. God of War II, avec son prédécesseur ont été remastérisés dans l'opus God of War Collection, sorti sur PlayStation 3 en novembre 2009 et étendu à la PlayStation Vita en 2014. En 2012, cette version remasterisée est incluse dans le jeu God of War Saga, également sorti sur PlayStation 3. Une suite à cet opus, God of War III, sort en mars 2010.

## Système de jeu
God of War II reprend les ingrédients qui ont fait le succès du premier volet : des combats intenses, sanglants et variés parsemés de phases de plate-forme et de résolutions d'énigmes.
Les coups du premier volet sont repris avec de nouvelles attaques, de nouvelles armes et de nouveaux pouvoirs. En plus du Trident de Poséidon qui permet de respirer indéfiniment sous l'eau, Kratos va acquérir de nouveaux objets : l'amulette des Moires qui permet de ralentir le temps, la Toison d'or qui lui permet de renvoyer des projectiles, la tête de Gorgone qui transforme les ennemis en pierre et les ailes d'Icare qui lui permettent de voler pendant une courte durée.

## Trame

### Univers
Comme son prédécesseur, God of War II se situe dans une version alternative de la Grèce antique, peuplée par les dieux Olympiens, les Titans, les héros, et autres créatures de la mythologie grecque. À l'exception des flashbacks, les évènements du jeu se déroulent entre ceux des jeux Betrayal (2007) et God of War III (2010). Plusieurs lieux sont explorés, tels que l'ancienne cité de Rhodes, et d'autres lieux fictifs, comme les Enfers, l'île de la Création, le Tartare et le mont Olympe.

### Personnages
Le protagoniste du jeu est Kratos (Terrence C. Carson), un guerrier spartiate qui est devenu le dieu de la guerre après avoir tué Arès. Parmi les autres personnages on retrouve Athéna (Carole Ruggier), la déesse de la sagesse ; Zeus (Corey Burton,), le roi des dieux et principal antagoniste ; plusieurs titans dont Gaïa (Linda Hunt), Atlas (Michael Clarke Duncan), Prométhée (Alan Oppenheimer), Typhon (Fred Tatasciore), et Cronos (Lloyd Sherr) ; les héros Thésée (Paul Eiding) et Persée (Harry Hamlin) ; Icare (Bob Joles) ; la Gorgone Euryale (Jennifer Martin) ; une version non-morte du roi Barbare (Bob Joles) ; et les sœurs du destin : Lachésis (Leigh-Allyn Baker), Atropos (Debi Mae West) et Clotho (Susan Silo). Les personnages mineurs comprennent le capitaine du bateau (Keith Ferguson) ainsi qu'un soldat spartiate loyal à Kratos surnommé « Le dernier spartiate » (Josh Keaton). La femme de Kratos, Lysandra, leur fille Calliope, et le titan Rhéa apparaissent dans un flashback,. Linda Hunt interprète une nouvelle fois la narratrice.

### Intrigue
Après avoir vaincu Arès, Kratos est devenu le nouveau Dieu de la guerre. Haïssant les autres dieux au plus haut point pour avoir ruiné sa vie (l'enlèvement de sa mère et son frère ainsi que leur mort, la mort de sa femme et sa fille, puis la fausse promesse des dieux d'effacer ses souvenirs douloureux), Kratos avait trouvé une nouvelle famille auprès des guerriers Spartiates. Ces derniers, soutenus par leur nouveau dieu, écrasaient de plus en plus de cités. Cependant à chaque nouvelle ville détruite, la colère des dieux grandissait.
Ignorant les plaintes d'Athéna, Kratos s'apprête à porter en personne le coup final à la cité de Rhodes. C'est alors qu'un aigle géant, que Kratos prend initialement pour Athéna, draine le dieu de la Guerre d'une partie de ses pouvoirs avant de les transférer au colosse de Rhodes qui devient animé. Alors qu'il se bat contre l'immense statue, Kratos reçoit l'aide de Zeus, qui lui confie l'Épée de l'Olympe, une arme forgée durant la Grande Guerre, qui draine ce qu'il reste de la puissance divine de Kratos. Celui-ci, redevenu simple mortel, parvient à terrasser le colosse mais est gravement blessé durant l'affrontement.
C'est à ce moment que l'aigle dévoile sa véritable apparence : Zeus. Le roi des dieux révèle qu'il est obligé d'intervenir directement, vu qu'Athéna a refusé. Il oblige Kratos à se soumettre sous son autorité mais celui-ci refuse. Zeus, enragé de voir Kratos lui désobéir, prend l'Épée de l'Olympe et le tue avant de détruire l'armée spartiate. Dans son dernier souffle, Kratos jure qu'il va se venger pour cet affront. Alors que le Spartiate est emmené aux Enfers, il voit Gaïa dans son esprit. Celle-ci propose son aide à Kratos et lui dit de trouver les Sœurs du Destin, qui peuvent altérer le temps, annuler sa mort et lui permettre de se venger de Zeus. Il se réveille alors, sort des Enfers, ordonne à l'un de ses soldats survivants de réunir des guerriers spartiates et chevauche le Pégase. Il se dirige dans l'antre du Titan Typhon afin d'y obtenir l'arc de Typhon qui lui permettra de tuer ses ennemis à distance. Entre-temps, le Spartiate aura aidé Prométhée en le brûlant, mettant ainsi fin au supplice infligé par Zeus. En récompense, Prométhée donnera à Kratos ses cendres, lui permettant ainsi de maitriser la Colère des Titans.
Kratos part ensuite pour l'île de la Création afin d'y trouver les Sœurs du destin. Il doit pour cela maitriser les Coursiers du Temps, quatre chevaux géants de pierre et de métal, sur le dos desquels il combattra le héros Thésée, palefrenier des Coursiers, et où il obtiendra la magie que lui donne le Titan Cronos. Il force ensuite les coursiers à faire avancer l'île de la Création afin de pouvoir s'y rendre. Se rendant sur l'île, il affronte notamment le roi barbare qu'il avait combattu dans l'opus précédent, le Cerbère (à qui il dérobe la Toison d'or), Euryale (l'une des sœurs de Méduse), Persée et Icare, à qui il arrache les ailes. Durant ce dernier affrontement, il chute dans le Tartare et rencontre le Titan Atlas, qui lui en veut toujours pour sa condition actuelle, dont le Spartiate est responsable. Kratos lui dévoile ses intentions de tuer Zeus et son alliance avec Gaïa, ce qui change l'humeur d'Atlas. Le Titan lui révèle que l'Épée de l'Olympe est la clé pour détruire Zeus et l'aide à rejoindre la surface.
Il avance dans le Palais, désactivant des pièges et battant d'autres ennemis. Sur son chemin, Athéna tente de le dissuader en lui parlant à travers une statue à son image mais Kratos la détruit sans états d'âme. Plus tard, il libère le phénix et se rend au cœur du Palais des Sœurs du Destin. Sur place, il affronte le guerrier spartiate à qui il avait ordonné de rassembler l'armée à Rhodes. Vaincu et désespéré, le guerrier révèle à Kratos que Zeus a détruit Sparte après la bataille de Rhodes et qu'il en est l'unique survivant. Il ajoute qu'il est venu trouver les Sœurs afin de changer le destin de Sparte mais confie son espoir à son seigneur, avant de s'éteindre. Enragé, Kratos est alors défié par le Kraken, qu'il massacre avant de le décapiter. Il rencontre finalement Lachésis et Atropos, deux des sœurs, qui refusent catégoriquement d'aider Kratos à changer son destin. Celui-ci décide alors de les affronter. Au cours du combat, les Sœurs tentent de modifier la conclusion du duel entre Kratos et Arès mais le Spartiate les tue toutes les deux, avant de confronter la dernière sœur, Clotho. Il la tue avec ses propres pièges et obtient son propre fil du destin, ce qui lui permet de remonter le temps jusqu'à l'instant où Zeus l'a trahi et tué.
Alors que Zeus vient de tuer Kratos avec l'Épée de l'Olympe, le Kratos qui vient de battre les Sœurs du Destin apparaît et subtilise l'Épée avant de défier Zeus en duel. Alors que Zeus a l'avantage, Kratos feint de déposer l'Épée de l'Olympe, surprenant le roi des dieux lorsqu'il est le plus vulnérable. Désormais à la merci de Kratos, Zeus n'est sauvé que par l'intervention d'Athéna, qui se fait empaler par l'Épée, permettant au roi des dieux de fuir. Dans son dernier souffle, Athéna révèle à Kratos que Zeus est son père et que celui-ci avait peur que Kratos renverse son règne, de la même manière qu'il avait mis fin au règne de Cronos. En colère plus que jamais, Kratos prend la décision d'en finir avec lui et de tuer tous ceux qui essaieront de le gêner. Grâce à sa maitrise du temps, Kratos retourne donc dans le passé, juste avant que les Titans ne soient vaincus lors de la Grande Guerre. Il leur propose alors de les ramener avec lui dans le présent afin de décimer les dieux. Dans le présent, Zeus, de retour au mont Olympe, réunit Poséidon, Hadès, Hermès et Hélios afin de se préparer à une guerre totale contre Kratos. Mais celui-ci a déjà commencé son assaut sur l'Olympe, sur le dos de Gaïa et accompagné des autres Titans, qui escaladent le mont Olympe avec l'intention de détruire les Dieux.

## Bande son
La musique du jeu a été composée par Gerard Marino, Ron Fish, Mike Reagan et Cris Velasco. Elle a été éditée en CD en avril 2007 par Sony Computer Entertainment.

## Accueil
God of War II a reçu des critiques très élogieuses dans les médias spécialisés qui ont mis en avant la richesse du système de jeu et la qualité de la réalisation :
« Porté par une réalisation qui touche au sublime, sans doute au maximum des capacités de la PlayStation 2, le jeu impose son rythme et sa bestialité sans jamais rien laisser au hasard, en multipliant les boss et les séquences d'anthologie. », test sur Gamekult. Citant comme unique défaut un scénario en retrait durant une grande partie du jeu. (8/10)
« La réalisation est toujours aussi somptueuse, l'aventure un peu plus longue, les énigmes bien pensées, les ennemis plus variés et les mouvements utilisés pour les éliminer plus nombreux et impressionnants ! », test sur PlayFrance (9,5/10)